# 神戸西神オリエンタルホテル
神戸西神オリエンタルホテル（こうべせいしんオリエンタルホテル）は、兵庫県神戸市西区にあるホテル。

## 沿革
- 1993年（平成5年）6月 - ダイエーグループの西神オリエンタル開発によって開業。
- 2005年（平成17年）11月 - ダイエーが西神オリエンタルホテルをヒューザーへ売却すると発表。
- 2005年（平成17年）12月 - ヒューザーの構造計算書偽造問題発覚により、西神オリエンタルホテルの売却契約を解約。
- 2006年（平成18年）6月 - ダイエーが西神オリエンタルホテルを株式会社ジェイ・ウィル・パートナーズが設立・運営する特別目的会社（SPC）の有限会社ジェイ・ピー・ティーへ売却。
- 2012年（平成24年）1月11日 - 徳島市に本社を置く「タカガワホールディングス」がジェイ・ウィル・パートナーズより運営権を取得。

## 施設概要
- 客室数 - 184室
- 宴会場 - 10室（最大1600名収容）